# Digg
Digg — новостной социальный сайт, контент которого создаётся и оценивается пользователями. Его популярность привела к созданию большого числа социальных сайтов с подобной моделью.

## История
Digg был запущен в качестве эксперимента в ноябре 2004 года Кевином Роузом, Оуэном Бирном, Роном Городецким и Джеем Адельсоном. В первоначальном дизайне сайта, разработанном Дэном Райсом, отсутствовала реклама. По мере того, как Digg становился более популярным, на сайт была добавлена реклама Google AdSense.
В июле 2005 года сайт был обновлён до версии 2.0. В новой версии появились список друзей, способность оценивать («digg») материал без перенаправления на другую страницу и новый интерфейс, разработанный компанией «silverorange».
26 июня 2006 года была выпущена третья версия Digg с отдельными категориями, такими как технологии, наука, мир и бизнес, видео, развлечения и игры, а также общий раздел, в котором были объединены все категории. К тому времени посещаемость Digg выросла настолько, что возник термин Digg-эффект — мощный всплеск посещаемости небольшого сайта после того, как ссылка на него появлялась на главной странице Digg.
В июле 2008 года Google рассматривала возможность приобрести Digg по цене около 200 миллионов долларов. Тем не менее, в итоге, Google сообщила Digg, что не заинтересована в покупке. В результате решения компании Google, Digg вступила в третий раунд финансирования, получив 28,7 миллиона долларов от инвесторов, таких как «Highland Capital Partners».
4 апреля 2010 года Джей Адельсон покинул должность CEO, и её занял Кевин Роуз. Однако спустя некоторое время он заявил, что ищет замену, поскольку должность отбирает у него слишком много времени, которое он предпочёл бы тратить на другие проекты.
25 августа 2010 года была выпущена четвёртая версия Digg. В ней оказалось много ошибок и проблем, что привело к негативной реакции со стороны пользователей.
1 сентября 2010 года должность CEO занял Мэтт Уильямс.
В июле 2012 Digg был продан 3 частями: технологии, веб-сайт и бренд Digg и были проданы компании «Betaworks» за $500,000; 15 сотрудников перешли в проект «SocialCode» компании «The Washington Post» за $12 миллионов; и портфель патентов был продан компании LinkedIn за, примерно, $4 миллиона.